# Chasmocranus
Chasmocranus es un género de peces actinopeterigios de agua dulce, distribuidos por ríos y lagos de América del Sur.

## Especies
Existen diez especies reconocidas en este género:
- Chasmocranus brachynemus Gomes y Schubart, 1958
- Chasmocranus brevior Eigenmann, 1912
- Chasmocranus chimantanus Inger, 1956
- Chasmocranus longior Eigenmann, 1912
- Chasmocranus lopezi P. Miranda-Ribeiro, 1968
- Chasmocranus peruanus Eigenmann y Pearson, 1942
- Chasmocranus quadrizonatus Pearson, 1937
- Chasmocranus rosae Eigenmann, 1922
- Chasmocranus surinamensis (Bleeker, 1862)
- Chasmocranus truncatorostris Borodin, 1927